# ميتشيهارو ميشيما
ميتشيهارو ميشيما (باليابانية: 三島通陽) (1897 في اليابان - 20 أبريل 1965)؛ كاتب مسرحي، ناقد، سياسي وروائي ياباني.